# Il "Quarto" di Barbarano Romano
Il "Quarto" di Barbarano Romano este o arie protejată (arie specială de conservare — SAC, sit de importanță comunitară — SCI) din Italia întinsă pe o suprafață de 981 ha, integral pe uscat.

## Localizare
Centrul sitului Il "Quarto" di Barbarano Romano este situat la coordonatele 42°14′01″N 12°02′44″E / 42.233611°N 12.045556°E.

## Înființare
Situl Il "Quarto" di Barbarano Romano a fost declarat sit de importanță comunitară în decembrie 1995 pentru a proteja 9 specii de animale. Situl a fost protejat și ca arie specială de conservare în decembrie 2016.

## Biodiversitate
Situată în ecoregiunea mediteraneană, aria protejată conține 3 habitate naturale: Râuri mediteraneene cu debit intermitent, cu specii de Paspalo-Agrostidion, Pajiști uscate seminaturale și facies de acoperire cu tufișuri pe substraturi calcaroase (Festuco-Brometalia) (* situri importante pentru orhidee), Pseudostepă cu ierburi și specii anuale de Thero-Brachypodietea.
La baza desemnării sitului se află mai multe specii protejate:
- păsări (2): erete cenușiu (Circus pygargus), sfrâncioc roșiatic (Lanius collurio)
- amfibieni (2): Salamandrina terdigitata, Triturus carnifex
- mamifere (1): lupul (Canis lupus)
- nevertebrate (1): Melanargia arge
- pești (1): Rutilus rubilio
- reptile (2): șarpele cu patru dungi (Elaphe quatuorlineata), țestoasă bănățeană (Testudo hermanni)

Pe lângă speciile protejate, pe teritoriul sitului au mai fost identificate 7 specii de plante, 2 specii de amfibieni, 2 specii de mamifere, 1 specie de reptile.